# Бабарыка, Владимир Николаевич
Влади́мир Никола́евич Бабары́ка (1949—2003) — советский боксёр.

## Биография
Победитель спартакиады школьников СССР 1967 года. Серебряный призёр чемпионата СССР. Победитель первой международной встречи СССР — США 1969 года в Лас-Вегасе (победил у Дэвида Мэтьюза).
Тренер — Александр Сорокин.
Мастер спорта СССР.